# Kanton Arenillas
Der Kanton Arenillas befindet sich in der Provinz El Oro im Süden von Ecuador. Er besitzt eine Fläche von 808,3 km². Im Jahr 2020 lag die Einwohnerzahl schätzungsweise bei 33.470. Verwaltungssitz des Kantons ist die Stadt Arenillas mit 17.346 Einwohnern (Stand 2010). Der Kanton Arenillas wurde am 11. November 1955 eingerichtet.

## Lage
Der Kanton Arenillas befindet sich im Westen der Provinz El Oro an der peruanischen Grenze. Im Norden des Kantons befindet sich die flache Küstenebene, über den Süden erstreckt sich die Buschland-Zone von Tumbes (Matarral tumbesino). Entlang der westlichen Grenze fließt der Río Zarumilla nach Norden und bildet dabei die Staatsgrenze. Im Norden reicht der Kanton bis an die Meeresstraße Estero Grande, welcher der Archipel Jambelí vorgelagert ist. Der höchste Punkt im Kanton ist der 1293 m hohe Cerro el Oso, in der Cordillera de Tahuin an der südlichen Kantonsgrenze gelegen. Die Fernstraßen E25 und E50 durchqueren den Kanton und führen am Hauptort Arenillas vorbei.
Der Kanton Arenillas grenzt im Nordosten und im Osten an den Kanton Santa Rosa, im Südosten an die Kantone Piñas und Marcabelí, im Süden an den Kanton Las Lajas, im Westen an Peru sowie im Nordosten an den Kanton Huaquillas.

## Verwaltungsgliederung
Der Kanton Arenillas ist in die Parroquias urbanas („städtisches Kirchspiel“)
- Arenillas – Sitz der Kantonsverwaltung (cabecera cantonal)
- Pueblo Nuevo
- Tierras Coloradas

und in die Parroquias rurales („ländliches Kirchspiel“)
- Carcabón
- Chacras
- La Cuca
- Palmales

gegliedert.

## Ökologie
Im Nordwesten des Kantons befindet sich das Schutzgebiet Reserva Ecológica Arenillas.